# Chrysopogon queenslandi
Chrysopogon queenslandi là một loài ruồi trong họ Asilidae. Chrysopogon queenslandi được Ricardo miêu tả năm 1912.